# Pseudomyrmex leptosus
Pseudomyrmex leptosus là một loài côn trùng thuộc họ Formicidae. Đây là loài đặc hữu của Hoa Kỳ.